# Genève Volley 2018-2019
Questa voce raccoglie le informazioni riguardanti lo Genève Volley nella stagione 2018-2019.

## Organigramma societario
Area direttiva
- Presidente: Sébastien Ruffieux
- General manager: Andrew Young

Area tecnica
- Allenatore: Ludovic Gruel
- Secondo allenatore: Fabia Gnädinger
- Scoutman: Bruno Chatalova

Area sanitaria
- Fisioterapista: Olivier Chabot

## Rosa
| N° | Nome              | Ruolo | Data di nascita   | Nazionalità sportiva |
| -- | ----------------- | ----- | ----------------- | -------------------- |
| 1  | Margaret Riley    | P     | 23 gennaio 1993   | Stati Uniti          |
| 2  | Claudia Ndebele   | C     | 20 luglio 1989    | Svizzera             |
| 5  | Rina Emini        | S     | 20 luglio 1997    | Svizzera             |
| 6  | Kathleen Berger   | P     | 18 dicembre 1990  | Svizzera             |
| 7  | Margaret Daramola | C     | 28 settembre 1999 | Svizzera             |
| 8  | Manon Soraru      | S     | 4 aprile 1992     | Francia              |
| 9  | Meredith Hardy    | C     | 1º aprile 1993    | Stati Uniti          |
| 10 | Shanon Berger     | S     | 4 febbraio 1993   | Svizzera             |
| 11 | Caitlin DeWitt    | O     | 14 maggio 1993    | Stati Uniti          |
| 12 | Azariah Stahl     | S     | 21 giugno 1995    | Stati Uniti          |
| 14 | Laetitia Perroud  | L     | 20 dicembre 1995  | Svizzera             |